# Zangmeester
In de historische betekenis is een zangmeester (phonascus, meestal ook succentor) iemand die instaat voor de muzikale opleiding van koorknapen (twaalf duodeni). Hij rekruteert zangers en leidt gebeurlijk een koor van beperkte omvang. Hij stond de kanunnik-koorleider of cantor bij in de opleiding van het koor.